# 将門神社 (我孫子市)
将門神社（まさかどじんじゃ）は千葉県我孫子市の神社。

## 概略と沿革
創建年代は不明であるが、940年（天慶3年）の平将門の討死後まもなく創建されたという。当初は「将門社」という社名だった。
1908年（明治41年）に水神社を合祀し「将門神社」に改称した。
平将門が幼少時にこの地域に住んでいたという伝承が残っており、観音寺とともに将門伝説の中心的存在となっている。1月6日に行われる「おびしゃ」では、成田の方角に向かって矢を射ることになっている。

## 交通アクセス
- 阪東バス日秀観音バス停留所で下車、徒歩8分。